# Pipizella zloti
Pipizella zloti är en tvåvingeart som beskrevs av Ante Vujic 1997. Pipizella zloti ingår i släktet rotlusblomflugor, och familjen blomflugor.
Artens utbredningsområde är Serbien. Inga underarter finns listade i Catalogue of Life.